# Home Nations Championship 1888
La Home Nations Championship de 1888 fou la sisena edició del que avui dia es coneix com el torneig de les sis nacions. Tres partits es van disputar entre el 8 de febrer i el 10 de març de 1888. Els equips participants foren Irlanda, Escòcia, i Gal·les. Per primera vegada hi hagué un triple empat, tot i que val a dir que la selecció anglesa no hi va participar pel seu reubuig a formar part de la IRB.

## Classificació
| Posició | Nació   | Jocs   | Jocs     | Jocs     | Jocs    | Punts   | Punts     | Punts      | Punts |
| Posició | Nació   | Jugats | Guanyats | Empatats | Perduts | A Favor | En contra | Diferència | Punts |
| ------- | ------- | ------ | -------- | -------- | ------- | ------- | --------- | ---------- | ----- |
| 1       | Irlanda | 2      | 1        | 0        | 1       | 2       | 1         | +1         | 2     |
| 1       | Escòcia | 2      | 1        | 0        | 1       | 1       | 0         | +1         | 2     |
| 1       | Gal·les | 2      | 1        | 0        | 1       | 0       | 2         | −2         | 2     |

### Sistema de puntuació
Els partits es decidien per goals o gols, un goal era concedit quan l'equip feia un assaig i la posterior anotació, tant per un drop com per un goal from mark. Si el partit acabava en empat, aleshores el guanyador era l'equip amb més assaigs sense conversió. Si no hi havia encara cap guanyador clar es declarava empat.

## Resultats
| Gal·les | (1T) 0–0 (0T) | Escòcia | 4 de febrer de 1888 {{{time}}} - |
|         |               |         | 4 de febrer de 1888 {{{time}}} - |

| Irlanda | 2–0 | Gal·les | 3 de març de 1888 {{{time}}} - |
|         |     |         | 3 de març de 1888 {{{time}}} - |

| Escòcia | 1–0 | Irlanda | 10 de març de 1888 {{{time}}} - |
|         |     |         | 10 de març de 1888 {{{time}}} - |

## Partits

### Gal·les vs. Escòcia
| Gal·les               | 1T – 0 | Escòcia | 4 de febrer de 1888 {{{time}}} - Rodney Parade, Newport Àrbitre: J Chambers (Irlanda) |
| Assaig: Pryce-Jenkins |        |         | 4 de febrer de 1888 {{{time}}} - Rodney Parade, Newport Àrbitre: J Chambers (Irlanda) |

Gal·les: Ned Roberts (Llanelli RFC), George Bowen (Swansea), Arthur Gould (Newport), Pryce-Jenkins (Londres Welsh), Jem Evans (Cardiff), William Stadden (Cardiff), Tom Clapp (Newport) capt., Richard Powell (Newport), Willie Thomas (Londres Welsh), Alexander Bland (Cardiff), Frank Hill (Cardiff), Dick Kedzlie (Cardiff), John Meredith (Swansea), T. Williams (Swansea), William Howell (Swansea)
Escòcia: HFT Chambers (Edimburg U.), Bill Maclagan (Londres Scottish), HJ Stevenson (Edimburg Acads), MM Duncan (Cambridge U.), CE Orr (West of Escòcia), CFP Fraser (Glasgow University), CW Berry (Fettesian-Lorettonians), AT Clay (Edimburg Acads), A Duke (Royal HSFP), TW Irvine (Edimburg Acads), MC McEwan (Edimburg Acads), DS Morton (West of Escòcia), C Reid (Edimburg Acads) capt., LE Stevenson (Edimburg U.), TB White (Edimburg Acads)

### Irlanda vs. Gal·les
| Irlanda                                               | 1G, 2T, 1DG – 0 | Gal·les | 3 de març de 1888 {{{time}}} - Lansdowne Road, Dublín Assistència: 4,000 espectadors Àrbitre: George Rowland Hill (Anglaterra) |
| Assaig: Warren Shanahan Con: Rambaut Drop: Carpendale |                 |         | 3 de març de 1888 {{{time}}} - Lansdowne Road, Dublín Assistència: 4,000 espectadors Àrbitre: George Rowland Hill (Anglaterra) |

Irlanda: Dolway Walkington (NIFC), Maxwell Carpendale (Monkstown), DF Rambaut (Dublín U.), CR Tillie (Dublín U.), RG Warren (Landsdowne), JH McLaughlin (Derry), HJ Neill (NIFC) capt., EW Stoker (Wanderers), FO Stoker (Wanderers), WG Rutherford (Tipperary), T Shanahan (Landsdowne), CM Moore (Dublín U.), J Moffatt (Belfast Academy), RH Mayne (Belfast Academy), W Ekin (Queen's College)
Gal·les: Ned Roberts (Llanelli RFC), Pryce-Jenkins (Londres Welsh), George Bowen (Swansea), Charlie Arthur (Cardiff), Jem Evans (Cardiff), Charlie Thomas (Newport), Tom Clapp (Newport) capt., Richard Powell (Newport), Frank Hill (Cardiff), Dick Kedzlie (Cardiff), Willie Thomas (Londres Welsh), Alexander Bland (Cardiff), John Meredith (Swansea), T. Williams (Swansea), William Howell (Swansea)

### Escòcia vs. Irlanda
| Escòcia                      | 1G – 0 | Irlanda | 10 de març de 1888 {{{time}}} - Raeburn Place, Edimburg Àrbitre: J McLaren (Anglaterra) |
| Assaig: Macfarlan Con: Berry |        |         | 10 de març de 1888 {{{time}}} - Raeburn Place, Edimburg Àrbitre: J McLaren (Anglaterra) |

Escòcia: HFT Chambers (Edimburg U.), Bill Maclagan (Londres Scottish), HJ Stevenson (Edimburg Acads), DJ McFarlan (Londres Scottish), CE Orr (West of Escòcia), Andrew Ramsay Don-Wauchope (Fettesian-Lorettonians), CW Berry (Fettesian-Lorettonians), A Malcolm (Glasgow University), A Duke (Royal HSFP), TW Irvine (Edimburg Acads), MC McEwan (Edimburg Acads), DS Morton (West of Escòcia), C Reid (Edimburg Acads) capt., HT Ker (Glasgow Acads), TB White (Edimburg Acads)
Irlanda: RW Marrow (Lisburn), Maxwell Carpendale (Monkstown), A Walpole (Dublín U.), CR Tillie (Dublín U.), RG Warren (Landsdowne), JH McLaughlin (Derry), HJ Neill (NIFC) capt., EW Stoker (Wanderers), WA Morton (Dublín U.), Victor Le Fanu (Landsdowne), T Shanahan (Landsdowne), CM Moore (Dublín U.), J Moffatt (Belfast Academy), RH Mayne (Belfast Academy), W Ekin (Queen's College)